# Ковачи (община Тутин)
Ковачи (на сръбски: Ковачи) е село в Сърбия, разположено в община Тутин, Рашки окръг. Намира се на 1061 метра надморска височина. Населението му според преброяването през 2011 г. е 128 души. При преброяването на населението през 2002 г. има 259 жители, от тях: 259 (100,00 %) бошняци.

## Население
Численост на населението според преброяванията през годините:
- 1948 – 294 души
- 1953 – 338 души
- 1961 – 428 души
- 1971 – 425 души
- 1981 – 478 души
- 1991 – 434 души
- 2002 – 259 души
- 2011 – 192 души